# Demokratyczne Forum na rzecz Pracy i Wolności
Demokratyczne Forum na rzecz Pracy i Wolności (arab. التكتل الديمقراطي من أجل العمل والحريات, at-Takattul ad-Dīmuqrāṭī min ajl il-‘Amal wal-Ḥurriyyāt, fran. Ettakatol – Forum démocratique pour le travail et les libertés) – tunezyjska centrolewicowa partia polityczna, określana również jako Ettakatol lub według francuskiego akronimu FDTL jest socjaldemokratyczną partią polityczną z Tunezji. Została założona 9 kwietnia 1994 i oficjalnie zarejestrowana 25 października 2002. Jej założycielem i Sekretarzem Generalnym jest radiolog Mustapha Ben Jafar.
W okresie reżimu partia brała udział w opozycyjnym bloku wspólnie z Robotniczą Partią Komunistyczną i mniejszymi partiami lewicowymi i umiarkowanie islamistycznymi. W żadnych wyborach jednak nie zdobyła mandatów do parlamentu. Lider partii Mustapha Ben Jafat próbował także wystartować w wyborach prezydenckich w 2009, ale nie dostał na to zezwolenia.
Partia brała aktywny udział w rewolucji w 2011 roku, po obaleniu reżimu i wyborach do zgromadzenia konstytucyjnego, Mustapha Ben Jafat został wybrany Marszałkiem Zgromadzenia. Partia weszła do koalicji rządowej razem z lewicowym Kongresem Republiki i umiarkowanie islamistyczną Partią Odrodzenia.
Partia wydaje periodyk Mouatinoun.